# Mestaruussarja 1945
La Jalkapallon suomenmestaruuskilpailut 1945 fu la trentaseiesima edizione della massima serie del campionato finlandese di calcio. Il titolo di campione di Finlandia venne assegnato attraverso una competizione in formato coppa comprendente sia squadre della SPL sia squadre appartenenti alla Suomen Työväen Urheiluliitto (TUL) e venne assegnato al VPS. La SPL organizzò un campionato suddiviso in due gironi e composti da sei squadre ciascuno, con le prime quattro classificate ammesse alla Mestaruussarja 1945-1946.

## Torneo per il titolo

### Semifinali
|     | Risultati |     | Luogo e data |
| --- | --------- | --- | ------------ |
| HPS | 5-2       | HJK |              |
| TPS | 4-5       | VPS |              |
|     |           |     |              |

### Finale
|     | Risultati |     | Luogo e data |
| --- | --------- | --- | ------------ |
| VPS | 2-0       | HPS |              |
|     |           |     |              |

## Campionato SPL

### Gruppo A
|  | Pos. | Squadra  | Pt | G | V | N | P | GF | GS | DR  |
|  | ---- | -------- | -- | - | - | - | - | -- | -- | --- |
|  | 1.   | TPS      | 8  | 5 | 4 | 0 | 1 | 14 | 5  | +7  |
|  | 2.   | Sudet    | 7  | 5 | 3 | 1 | 1 | 8  | 5  | +3  |
|  | 3.   | VPS      | 6  | 5 | 3 | 0 | 2 | 6  | 5  | +1  |
|  | 4.   | IF Drott | 5  | 5 | 2 | 1 | 2 | 11 | 14 | -3  |
|  | 5.   | HIFK     | 4  | 5 | 1 | 2 | 2 | 11 | 8  | +3  |
|  | 6.   | VPV      | 0  | 5 | 0 | 0 | 5 | 4  | 17 | -13 |

Legenda:
      Ammesse alla Mestaruussarja 1945-1946
Note:
Due punti a vittoria, uno a pareggio, zero a sconfitta.

### Gruppo B
|  | Pos. | Squadra    | Pt | G | V | N | P | GF | GS | DR  |
|  | ---- | ---------- | -- | - | - | - | - | -- | -- | --- |
|  | 1.   | VIFK       | 8  | 5 | 4 | 0 | 1 | 14 | 4  | +10 |
|  | 2.   | KPT Kuopio | 5  | 5 | 1 | 3 | 1 | 12 | 8  | +4  |
|  | 3.   | HPS        | 5  | 5 | 2 | 1 | 2 | 5  | 5  | 0   |
|  | 4.   | KIF        | 5  | 5 | 2 | 1 | 2 | 9  | 10 | -1  |
|  | 5.   | HJK        | 5  | 5 | 2 | 1 | 2 | 11 | 13 | -2  |
|  | 6.   | Haka       | 2  | 5 | 1 | 0 | 4 | 4  | 15 | -11 |

Legenda:
      Ammesse alla Mestaruussarja 1945-1946
Note:
Due punti a vittoria, uno a pareggio, zero a sconfitta.

### Spareggio
Le vincitrici dei due gironi si sono affrontate per definire la vincente del campionato SPL.
|     | Risultati |      | Luogo e data |
| --- | --------- | ---- | ------------ |
| TPS | 2-1 (dts) | VIFK |              |
|     |           |      |              |